# Jogos Europeus
Os Jogos Europeus são um evento multiesportivo que é realizado entre os atletas da Europa. Os Jogos foram pensados e serão regidos pelos Comitês Olímpicos Europeus (EOC), que anunciaram o lançamento dos jogos na 41ª Assembleia Geral, em Roma, dia 8 de dezembro de 2012. Os primeiros Jogos foram realizados em 2015, em Baku, no Azerbaijão. Trinta esportes fizeram parte dos Jogos de 2015.

## Edições

Cidades sedes dos Jogos.

| Edição | Ano  | Sede                  | País         | Data de início | Data de fim | Esportes | Países participantes | Atletas | Referência |
| ------ | ---- | --------------------- | ------------ | -------------- | ----------- | -------- | -------------------- | ------- | ---------- |
| I      | 2015 | Baku                  | Azerbaijão   | 12 de junho    | 28 de junho | 20       | 50                   | 5 898   |            |
| II     | 2019 | Minsk                 | Bielorrússia | 21 de junho    | 30 de junho | 15       | 50                   | 4 023   |            |
| III    | 2023 | Cracóvia e Małopolska | Polónia      | 20 de junho    | 2 de julho  | 29       | 48                   | 6 857   | [ 2 ]      |
| IV     | 2027 | Istambul              | Turquia      |                |             |          |                      |         | [ 3 ]      |

## Modalidades
| - Aquáticos - Saltos Ornamentais (detalhes) - Natação (detalhes) - Natação sincronizada (detalhes) - Pólo aquático (detalhes) - Atletismo (detalhes) - Badminton (detalhes) - Basquetebol 3x3 (detalhes) - Boxe (detalhes) | - Canoagem (detalhes) - Ciclismo (detalhes) - BMX - Mountain bike - Esgrima (detalhes) - Futebol - Beach Soccer (detalhes) | - Ginástica (detalhes) - Aeróbica - Acrobática - Artística - Rítmica - Trampolim - Judô (detalhes) - Karatê (detalhes) | - Luta (detalhes) - Luta livre - Luta greco-romana - Pancrácio - Tiro (detalhes) - Tiro ao alvo (detalhes) - Tênis de mesa (detalhes) - Sambo (detalhes) - Taekwondo (detalhes) - Triatlo (detalhes) - Vôlei - Vôlei (detalhes) - Voleibol de praia (detalhes) |

## Quadro geral de medalhas
| Ordem | País               | Medalha de ouro | Medalha de prata | Medalha de bronze |     |
| ----- | ------------------ | --------------- | ---------------- | ----------------- | --- |
| 1     | Rússia             | 79              | 40               | 45                | 164 |
| 2     | Azerbaijão         | 21              | 15               | 20                | 56  |
| 3     | Grã-Bretanha       | 18              | 10               | 19                | 47  |
| 4     | Alemanha           | 16              | 17               | 33                | 66  |
| 5     | França             | 12              | 13               | 18                | 43  |
| 6     | Itália             | 10              | 26               | 11                | 47  |
| 7     | Bielorrússia       | 10              | 11               | 22                | 43  |
| 8     | Ucrânia            | 8               | 14               | 24                | 46  |
| 9     | Países Baixos      | 8               | 12               | 9                 | 29  |
| 10    | Espanha            | 8               | 11               | 11                | 30  |
| 11    | Hungria            | 8               | 4                | 8                 | 20  |
| 12    | Sérvia             | 8               | 4                | 3                 | 15  |
| 13    | Suíça              | 7               | 4                | 4                 | 15  |
| 14    | Turquia            | 6               | 4                | 19                | 29  |
| 15    | Bélgica            | 4               | 4                | 3                 | 11  |
| 16    | Dinamarca          | 4               | 3                | 5                 | 12  |
| 17    | Roménia            | 3               | 5                | 4                 | 12  |
| 18    | Portugal           | 3               | 4                | 3                 | 10  |
| 19    | Polónia            | 2               | 8                | 10                | 20  |
| 20    | Áustria            | 2               | 7                | 4                 | 13  |
| 21    | Geórgia            | 2               | 6                | 8                 | 16  |
| 22    | Israel             | 2               | 4                | 6                 | 12  |
| 23    | Eslováquia         | 2               | 2                | 3                 | 7   |
| 24    | Lituânia           | 2               | 1                | 4                 | 7   |
| 25    | Irlanda            | 2               | 1                | 3                 | 6   |
| 26    | Croácia            | 1               | 4                | 6                 | 11  |
| 27    | Bulgária           | 1               | 4                | 5                 | 10  |
| 28    | Grécia             | 1               | 4                | 4                 | 9   |
| 29    | Suécia             | 1               | 3                | 3                 | 7   |
| 30    | Eslovénia          | 1               | 1                | 3                 | 5   |
| 31    | Letónia            | 1               |                  | 1                 | 2   |
| 32    | Chéquia            |                 | 2                | 5                 | 7   |
| 33    | Estónia            |                 | 1                | 2                 | 3   |
|       | Moldávia           |                 | 1                | 2                 | 3   |
| 35    | San Marino         |                 | 1                | 1                 | 2   |
| 36    | Arménia            |                 | 1                |                   | 1   |
|       | Chipre             |                 | 1                |                   | 1   |
| 38    | Macedónia do Norte |                 |                  | 2                 | 2   |
|       | Noruega            |                 |                  | 2                 | 2   |
| 40    | Finlândia          |                 |                  | 1                 | 1   |
|       | Kosovo             |                 |                  | 1                 | 1   |
|       | Montenegro         |                 |                  | 1                 | 1   |